# Боровинка (Котласский район)
Боровинка — деревня в Котласском районе Архангельской области. Часть бывшего села Вотлажма. Входит в состав муниципального образования (сельского поселения) «Черемушское».

## География
Близлежащие деревни: Выставка, Варавино.В деревне по деревянным желобам течёт родник. Рядом с родников установлена скамейка.

## Население
| 2002 | 2010 | 2012 |
| ---- | ---- | ---- |
| 6    | ↘3   | ↘2   |